# 住乃江田鶴子
住乃江 田鶴子（すみのえ たづこ、1908年1月18日 - 没年不詳）は、日本の女優である。本名柿畑 田鶴子（かきはた たづこ）。芸名の表記は住之江 田鶴子、住ノ江 田づ子、住の江 田鶴子、住ノ江 田鶴子、住江 たづ子、住江 田鶴子と揺れがみられる。後年は芸名を妙 蓮子（みょう れんこ）と名乗った。KINENOTEおよびallcinemaに記載される読み「すみのえだ つるこ」は誤り。

## 人物・来歴
1908年（明治41年）1月18日、京都府京都市に生まれる。
旧制小学校を卒業し、祇園で舞妓となったのちに、牧野省三のマキノ・プロダクションに父が勤務する縁で同社御室撮影所に入社、1926年（大正15年）10月1日に公開された『どんどろ堀』（監督二川文太郎）で主演の杉狂児の妻役に抜擢され、満18歳で女優としてデビューする。このときのクレジットは「住江 たづ子」（すみのえ たづこ）であった。1929年（昭和4年）7月25日、牧野省三が亡くなり、同年9月にマキノ正博を核とした新体制が発表になると、住乃江は、マキノ智子、松浦築枝、岡島艶子、大林梅子、桜木梅子、生野初子、河上君栄、三保松子、泉清子、都賀静子らとともに「俳優部女優」に名を連ねた。その後、新体制下のマキノ・プロダクションは財政が悪化し、1930年（昭和5年）2月28日に公開された『祇園小唄絵日傘 第一話 舞の袖』（監督金森万象）を最後に退社している。
同年、東亜キネマに移籍し、『豪侠十文字』（監督堀江源太郎のちの堀江大生）に出演、羅門光三郎の相手役として主演しており、同作は同年5月15日に公開された。1932年（昭和7年）になると同社の経営は悪化し、同社の製作代行会社東活映画が設立されると同社に継続的に入社、『南地囃子』（監督久保義郎）に出演、武村新の相手役として主演、同作は同年1月8日に公開されたが、同社は同年10月に解散している。1934年（昭和9年）には興国キネマが製作した『魔刃紅蜥蝪』（監督仁科熊彦）に出演、1936年（昭和11年）には極東映画に移籍、同年9月13日に公開された『颯爽桂小五郎』（監督山口哲平）や、翌1937年（昭和12年）2月20日に公開された、住乃江にとっての初めてのトーキー『閻魔寺の幽霊』（監督山口哲平）に出演した。その後、芸名を「妙 蓮子」と改名し、以降も同年11月20日に公開された『妖術白縫蜘蛛』（監督米沢正夫）など多く出演、1938年（昭和13年）5月5日に公開された『快傑虎 前篇 虎狼八荒の巻』（監督山口哲平）が確認出来る最後の出演作である。1943年（昭和18年）には、極東映画時代に共演した7歳上の俳優・片岡左衛門（本名大島善一、1901年 - 1995年）と結婚、1男1女をもうけたが、その後間もなく病没したと伝えられる。没年不詳。

## フィルモグラフィ
クレジットはすべて「出演」である。公開日の右側には役名、および東京国立近代美術館フィルムセンター（NFC）、マツダ映画社所蔵等の上映用プリントの現存状況についても記す。同センター等に所蔵されていないものは、とくに1940年代以前の作品についてはほぼ現存しないフィルムである。資料によってタイトルの異なるものは併記した。

### マキノプロダクション御室撮影所
すべて製作は「マキノプロダクション御室撮影所」、配給は「マキノ・プロダクション」、すべてサイレント映画である。
- 『どんどろ堀』 : 監督二川文太郎、1926年10月1日公開 - 女房おいね
- 『佐平次捕物帖 新釈紫頭巾 前篇』 : 監督沼田紅緑、1926年10月15日公開 - 花魁お菊
- 『佐平次捕物帖 新釈紫頭巾 後篇』 : 監督沼田紅緑、1926年10月22日公開 - 花魁お菊
- 『天狗になった話』 : 監督曾根純三、1926年11月7日公開 - 鬼のお姫様
- 『鳴門秘帖 第一篇』 : 監督沼田紅緑、1926年11月7日公開 - 川長娘お米
- 『鳴門秘帖 第二篇』 : 監督沼田紅緑、1926年11月21日公開 - 川長娘お米
- 『悪縁泥まみれ』 : 監督人見吉之助、1927年1月28日公開 - 許婚信代
- 『鳴門秘帖 第三篇』 : 監督沼田紅緑、1927年2月9日公開 - 川長娘お米
- 『週間苦行』 : 監督マキノ正博、1927年4月1日公開 - 葉子
- 『鞍馬天狗異聞 角兵衛獅子』 : 監督曾根純三、1927年4月29日公開 - 舞妓幾松
- 『鳴門秘帖 第四篇』 : 監督城戸品郎、1927年5月27日公開 - 川長娘お米
- 『学生五人男 闘争篇』 : 監督小石栄一・高見貞衛、1927年6月3日公開
- 『鳴門秘帖 第五篇』 : 監督城戸品郎、1927年6月3日公開 - 川長娘お米
- 『万花地獄 第三篇』 : 監督中島宝三、1927年7月8日公開 - 水芸師お兼
- 『鳴門秘帖 第六篇』 : 監督城戸品郎、1927年7月14日公開 - 川長娘お米
- 『敗残者』 : 監督高見貞衛、1927年7月22日公開
- 『鞍馬天狗異聞 続・角兵衛獅子』（『鞍馬天狗異聞 第二篇 続 角兵衛獅子』[6]『暗殺人別帳』[6]『角兵衛獅子 後篇』[6]） : 監督曾根純三、1927年8月12日公開 - 暗闇お兼
- 『闘争曲線』 : 監督小石栄一、1927年9月1日公開 - 貴婦人お浪
- 『砂絵呪縛 第一篇』 : 監督金森万象、1927年9月8日公開 - 女房
- 『砂絵呪縛 第二篇』 : 監督金森万象、1927年9月8日公開 - 米吉女房
- 『鳴門秘帖 最終篇』 : 監督城戸品郎、1927年9月15日公開 - 川長娘お米
- 『万花地獄 第四篇』 : 監督中島宝三、1927年9月23日公開 - カルタのお兼
- 『百万両秘聞 第一篇』 : 監督マキノ省三、1927年10月28日公開 - 妾お染
- 『倶利加羅峠 愛怨篇』 : 監督中島宝三、1928年2月3日公開
- 『運命』 : 監督城戸品郎、1928年2月10日公開
- 『忠魂義烈 実録忠臣蔵』 : 監督マキノ省三、監督補秋篠珊次郎（井上金太郎）、1928年3月14日公開 - 吉野太夫、78分尺で現存（NFC所蔵[9]）
- 『蹴合鶏』 : 監督マキノ正博、1928年6月29日公開 - おれん
- 『鉄血団』（『鉄血團』[9]） : 監督川浪良太、1928年7月20日公開 - 役名不明、53分尺で現存（NFC所蔵[9]）
- 『兇状持』 : 監督人見吉之助、1928年10月20日公開 - 芸者三河屋お艶
- 『浪人街 第一話 美しき獲物』（『浪人街 第一話』[6]） : 監督マキノ正博、1928年10月20日公開 - およう
- 『京屋の娘』 : 監督吉野二郎、1928年11月8日公開 - 秀勇
- 『不破数右衛門』 : 監督勝見正義、1928年11月30日公開
- 『月下の騎士』 : 監督吉野二郎、1929年1月5日公開
- 『浪人街 第二話 楽屋風呂 第一篇』 : 監督マキノ正博、1929年1月15日公開 - お蒔、『浪人街 第二話 樂屋風呂』の題・73分尺で現存（NFC所蔵[9]）
- 『敵討加賀見山』 : 監督吉野二郎、1929年1月25日公開 - 花菱
- 『水戸黄門 東海道篇』 : 監督中島宝三、1929年2月1日公開 - おつた
- 『浪人街 第二話 楽屋風呂 解決篇』 : 監督マキノ正博、1929年2月8日公開 - お蒔、『浪人街 第二話 樂屋風呂』の題・73分尺で現存（NFC所蔵[9]）
- 『大化新政』 : 総監督マキノ省三、監督補助二川文太郎・稲葉蛟児・金森万象・マキノ正博・松田定次・中島宝三・押本七之助・吉野二郎、1929年3月1日公開 - 沙玖羅
- 『鳥鵆月白浪』（『島衛月白浪』[6]） : 監督阪田重則、1929年3月15日公開 - 弁天おてる
- 『豊大閤 足軽篇』 : 監督中島宝三、1929年3月21日公開 - おたか
- 『浪人街 第三話 憑かれた人々』 : 監督マキノ正博、1929年11月15日公開 - 妻るみつ
- 『娘義太夫』 : 監督人見吉之助、1929年11月28日公開 - 豊竹昇玉
- 『祇園小唄絵日傘 第一話 舞の袖』 : 監督金森万象、監督補吉田信三、1930年2月28日公開 - 求女

### 東亜キネマ京都撮影所
特筆以外すべて製作は「東亜キネマ京都撮影所」、配給は「東亜キネマ」、すべてサイレント映画である。
- 『豪侠十文字』（『義侠十文字』[6]） : 監督堀江源太郎（堀江大生）、1930年5月15日公開
- 『清川八郎』 : 監督石田民三、1930年6月20日公開 - お蓮
- 『街の潜航艇』 : 監督井出錦之助、1930年7月4日公開
- 『関取千両幟』 : 監督後藤岱山、1930年10月22日公開 - 錦木太夫、52分尺で現存（NFC所蔵[9]）
- 『黄昏の笑顔』 : 監督久保義郎、1930年11月7日公開
- 『踊り子行状記』 : 監督後藤岱山、1931年2月11日公開 - 踊子園丸
- 『剣法吉岡染』 : 監督山口好幸、1931年3月21日公開 - 同雪江
- 『南地囃子』 : 監督久保義郎、製作東活映画、配給東亜キネマ、1932年1月8日公開

### 興国キネマ
製作は「興国キネマ」、配給は「早川興行」、すべてサイレント映画である。
- 『魔刃紅蜥蝪』（『魔刃紅蜥蜴』[6]） : 監督仁科熊彦、1934年製作・公開

### 極東映画
製作・配給は「極東映画」、特筆以外はすべてサイレント映画である。
- 『魔刀紅蜥蜴 前後篇』 : 監督仁科熊彦、製作極東映画甲陽撮影所、配給極東映画、1935年7月4日公開[6]
- 『颯爽桂小五郎』 : 監督山口哲平、1936年9月13日公開
- 『権三助十 捕物大騒動』 : 監督山口哲平、1936年製作・公開
- 『閻魔寺の幽霊』 : 監督山口哲平、トーキー、1937年2月20日公開 - 加賀次